# Polycarpus Salomon Eric Cronhielm
Polycarpus Salomon Eric Cronhielm af Hakunge, född 20 april 1757, död 26 maj 1799, greve och officer. Mest känd för att ha bestämt var Larsmo kyrka skulle stå, samt idag för att få stå som namngivare till Cronhjelmskolan i Larsmo.

## Kuriosa
Ordstävet: Jag mår som greven i Öja, då han var utan bröd syftar på honom.